# Ons-en-Bray
Ons-en-Bray és un municipi francès, situat al departament de l'Oise i a la regió dels Alts de França. L'any 2007 tenia 1.262 habitants.

## Demografia

### Població
El 2007 la població de fet d'Ons-en-Bray era de 1.262 persones. Hi havia 449 famílies de les quals 68 eren unipersonals (52 homes vivint sols i 16 dones vivint soles), 131 parelles sense fills, 214 parelles amb fills i 36 famílies monoparentals amb fills.
La població ha evolucionat segons el següent gràfic:
Habitants censats

### Habitatges
El 2007 hi havia 507 habitatges, 460 eren l'habitatge principal de la família, 26 eren segones residències i 21 estaven desocupats. 494 eren cases i 10 eren apartaments. Dels 460 habitatges principals, 377 estaven ocupats pels seus propietaris, 75 estaven llogats i ocupats pels llogaters i 7 estaven cedits a títol gratuït; 1 tenia una cambra, 18 en tenien dues, 77 en tenien tres, 125 en tenien quatre i 238 en tenien cinc o més. 401 habitatges disposaven pel capbaix d'una plaça de pàrquing. A 165 habitatges hi havia un automòbil i a 250 n'hi havia dos o més.

### Piràmide de població
La piràmide de població per edats i sexe el 2009 era:
| Homes | Edats   | Dones |
| ----- | ------- | ----- |
| 0     | 95 o +  | 0     |
| 4     | 90 a 94 | 4     |
| 0     | 85 a 89 | 0     |
| 8     | 80 a 84 | 4     |
| 20    | 75 a 79 | 12    |
| 20    | 70 a 74 | 12    |
| 32    | 65 a 69 | 40    |
| 16    | 60 a 64 | 24    |
| 36    | 55 a 59 | 36    |
| 60    | 50 a 54 | 44    |
| 76    | 45 a 49 | 56    |
| 44    | 40 a 44 | 56    |
| 40    | 35 a 39 | 48    |
| 33    | 30 a 34 | 32    |
| 45    | 25 a 29 | 40    |
| 60    | 20 a 24 | 24    |
| 88    | 15 a 19 | 40    |
| 40    | 10 a 14 | 48    |
| 40    | 5 a 9   | 36    |
| 28    | 0 a 4   | 28    |

## Economia
El 2007 la població en edat de treballar era de 885 persones, 643 eren actives i 242 eren inactives. De les 643 persones actives 584 estaven ocupades (336 homes i 248 dones) i 60 estaven aturades (31 homes i 29 dones). De les 242 persones inactives 76 estaven jubilades, 92 estaven estudiant i 74 estaven classificades com a «altres inactius».

### Ingressos
El 2009 a Ons-en-Bray hi havia 473 unitats fiscals que integraven 1.303 persones, la mediana anual d'ingressos fiscals per persona era de 18.729 €.

### Activitats econòmiques
Dels 56 establiments que hi havia el 2007, 2 eren d'empreses extractives, 1 d'una empresa alimentària, 1 d'una empresa de fabricació de material elèctric, 1 d'una empresa de fabricació d'elements pel transport, 4 d'empreses de fabricació d'altres productes industrials, 9 d'empreses de construcció, 13 d'empreses de comerç i reparació d'automòbils, 3 d'empreses de transport, 3 d'empreses d'hostatgeria i restauració, 1 d'una empresa d'informació i comunicació, 1 d'una empresa financera, 4 d'empreses immobiliàries, 7 d'empreses de serveis, 2 d'entitats de l'administració pública i 4 d'empreses classificades com a «altres activitats de serveis».
Dels 12 establiments de servei als particulars que hi havia el 2009, 2 eren tallers de reparació d'automòbils i de material agrícola, 1 paleta, 5 lampisteries, 1 perruqueria, 1 restaurant i 2 agències immobiliàries.
L'únic establiment comercial que hi havia el 2009 era una fleca.
L'any 2000 a Ons-en-Bray hi havia 16 explotacions agrícoles que ocupaven un total de 660 hectàrees.

## Equipaments sanitaris i escolars
L'únic equipament sanitari que hi havia el 2009 era una farmàcia.
El 2009 hi havia 2 escoles elementals.

## Poblacions més properes
El següent diagrama mostra les poblacions més properes.